# Human Genetic Diversity: Lewontin's Fallacy
"Human Genetic Diversity: Lewontin's Falacy" es un artículo de 2003 de A. W. F. Edwards. Critica un argumento formulado por primera vez en el artículo de 1972 de Richard Lewontin "The Apportionment of Human Diversity", que argumentó que la división de la humanidad en razas es taxonómicamente inválida. El artículo de Edwards se reimprimió, comentado por expertos como Noah Rosenberg, y se le da más contexto en una entrevista con el filósofo de la ciencia Rasmus Grønfeldt Winther. La crítica de Edwards se ha discutido en varios libros académicos y de divulgación científica, con diversos grados de apoyo. Algunos interlocutores pretenden disolver el mismo término "falacia de Lewontin".

## El argumento de Lewontin
En el estudio de 1972 "The Apportionment of Human Diversity", Richard Lewontin realizó un análisis estadístico del índice de fijación (FST) utilizando 17 marcadores, incluidas proteínas del grupo sanguíneo, de individuos de "razas" clásicamente definidas (caucásicos, africanos, mongoloides, aborígenes sudasiáticos, amerindios, oceánicos y aborígenes australianos). Encontró que la mayoría de la variación genética total entre los seres humanos (es decir, del 0,1% del ADN que varía entre los individuos), el 85,4%, se encuentra dentro de las poblaciones, el 8,3% de la variación se encuentra entre las poblaciones dentro de una "raza", y se encontró que solo el 6.3% da cuenta de la clasificación racial. Numerosos estudios posteriores han confirmado sus hallazgos. Con base en este análisis, Lewontin concluyó: 
Dado que ahora se considera que tal clasificación racial tampoco tiene prácticamente ningún significado genético o taxonómico, no se puede ofrecer ninguna justificación para su continuación.
Este argumento se ha citado como evidencia de que las categorías raciales carecen de significado biológico y que las diferencias de comportamiento entre los grupos no son causadas por diferencias genéticas. Un ejemplo es la "Declaración sobre 'Raza'" publicada por la Asociación Antropológica Estadounidense en 1998, que rechazó la existencia de razas como grupos inequívocos, claramente demarcados y biológicamente distintos.

## La crítica de Edwards
Edwards argumentó que si bien las afirmaciones de Lewontin sobre la variabilidad son correctas al examinar la frecuencia de diferentes alelos (variantes de un gen en particular) en un locus individual (la ubicación de un gen en particular) entre individuos, no obstante es posible clasificar a los individuos en diferentes grupos raciales con una precisión que se acerca al 100 por ciento cuando se tiene en cuenta la frecuencia de los alelos en varios loci al mismo tiempo. Esto sucede porque las diferencias en la frecuencia de alelos en diferentes loci están correlacionadas entre poblaciones; los alelos que son más frecuentes en una población en dos o más loci están correlacionados cuando consideramos las dos poblaciones simultáneamente. O en otras palabras, la frecuencia de los alelos tiende a agruparse de manera diferente para diferentes poblaciones.
En palabras de Edwards, "la mayor parte de la información que distingue a las poblaciones está oculta en la estructura de correlación de los datos". Estas relaciones se pueden extraer utilizando técnicas de ordenación y análisis de conglomerados de uso común. Edwards argumentó que, incluso si la probabilidad de clasificar erróneamente a un individuo en función de la frecuencia de alelos en un solo locus es tan alta como el 30 por ciento (como informó Lewontin en 1972), la probabilidad de clasificación errónea se vuelve cercana a cero si se estudian suficientes loci.
El artículo de Edwards afirmó que la lógica subyacente se discutió en los primeros años del siglo XX. Edwards escribió que él y Luigi Luca Cavalli-Sforza habían presentado un análisis contrastante al de Lewontin, utilizando datos muy similares, ya en el Congreso Internacional de Genética de 1963. Lewontin participó en la conferencia, pero no se refirió a esto en su artículo posterior. Edwards argumentó que Lewontin utilizó su análisis para atacar la clasificación humana en la ciencia por razones sociales.

## Apoyo y crítica
El biólogo evolucionista Richard Dawkins analiza la variación genética entre las razas humanas en su libro The Ancestor's Tale. En el capítulo "El cuento del saltamontes", caracteriza la variación genética entre razas como una fracción muy pequeña de la variación genética humana total, pero no está de acuerdo con las conclusiones de Lewontin sobre taxonomía, escribiendo: 
Por pequeña que sea la partición racial de la variación total puede ser, si tales características raciales están altamente correlacionadas con otras características raciales, son por definición informativas y, por lo tanto, de importancia taxonómica.
Neven Sesardić ha argumentado que, sin que Edwards lo supiera, Jeffry B. Mitton ya hizo el mismo argumento sobre la afirmación de Lewontin en dos artículos publicados en The American Naturalist a fines de la década de 1970. El antropólogo biológico Jonathan M. Marks estuvo de acuerdo con Edwards en que las correlaciones entre las áreas geográficas y la genética obviamente existen en las poblaciones humanas, pero continúa escribiendo: 
Lo que no está claro es qué tiene que ver esto con 'raza', ya que ese término se ha utilizado durante la mayor parte del siglo XX: el mero hecho de que podamos encontrar grupos diferentes y poder asignarles grupos de manera confiable es trivial. Una vez más, el objetivo de la teoría de la raza era descubrir grandes grupos de personas que son principalmente homogéneos dentro y heterogéneos entre grupos contrastantes. El análisis de Lewontin muestra que tales grupos no existen en la especie humana, y la crítica de Edwards no contradice esa interpretación.
La opinión de que si bien existe una agrupación geográfica de rasgos biológicos, esto no otorga validez biológica a los grupos raciales, fue propuesta por varios antropólogos y genetistas evolucionistas antes de la publicación de la crítica de Edwards a Lewontin.

En el artículo de 2007 "Similitudes genéticas dentro y entre poblaciones humanas", Witherspoon et al. intenta responder la pregunta:
¿Con qué frecuencia un par de individuos de una población es genéticamente más diferente que dos individuos elegidos de dos poblaciones diferentes?
La respuesta depende de la cantidad de polimorfismos utilizados para definir esa disimilitud y de las poblaciones que se comparan. Cuando analizaron tres poblaciones geográficamente distintas (europea, africana y asiática oriental) y midieron la similitud genética en muchos miles de loci, la respuesta a su pregunta fue "nunca"; sin embargo, la medición de la similitud utilizando un número menor de loci produjo una superposición sustancial entre estas poblaciones. Las tasas de similitud entre poblaciones también aumentaron cuando se incluyeron en el análisis poblaciones geográficamente intermedias y mixtas.
Dado que la ascendencia geográfica de un individuo a menudo se puede inferir de su composición genética, el conocimiento de la población de origen de uno debería permitir algunas inferencias sobre los genotipos individuales. En la medida en que la variación genética fenotípicamente importante se parezca a la variación estudiada aquí, podemos extrapolar de patrones genotípicos a fenotípicos. ... Sin embargo, se desconocen las frecuencias típicas de los alelos responsables de enfermedades complejas comunes. El hecho de que, con suficientes datos genéticos, los individuos puedan asignarse correctamente a sus poblaciones de origen es compatible con la observación de que la mayor parte de la variación genética humana se encuentra dentro de las poblaciones, no entre ellas. También es compatible con nuestro hallazgo de que, incluso cuando se consideran las poblaciones más distintas y se utilizan cientos de loci, los individuos suelen ser más similares a los miembros de otras poblaciones que a los miembros de su propia población. Por lo tanto, se debe tener precaución al utilizar la ascendencia geográfica o genética para hacer inferencias sobre fenotipos individuales.
Una complicación final surge cuando las clasificaciones raciales se utilizan como sustitutos de la ascendencia geográfica. Aunque muchos conceptos de raza están correlacionados con la ascendencia geográfica, los dos no son intercambiables y depender de las clasificaciones raciales reducirá aún más el poder de predicción.
En un artículo de 2014, reimpreso en el volumen de Edwards Cambridge University Press de 2018, Rasmus Grønfeldt Winther argumenta que la "falacia de Lewontin" es efectivamente un nombre inapropiado, ya que en realidad hay dos conjuntos diferentes de métodos y preguntas en juego al estudiar la estructura de la población genómica de nuestra especie: "partición de varianza" y "análisis de agrupamiento". Según Winther, son "las dos caras de la misma moneda matemática" y ninguna "implica necesariamente nada sobre la realidad de los grupos humanos".